# Franziska Weidinger
Franziska Weidinger (* 8. Oktober 1976 in Halberstadt) ist eine deutsche Politikerin (CDU). Im seit 2021 amtierenden Kabinett Haseloff III ist sie Ministerin für Justiz und Verbraucherschutz des Landes Sachsen-Anhalt.

## Leben
Weidinger erlangte 1995 das Abitur und studierte Rechtswissenschaft an der Technischen Universität Dresden und legte 2001 das erste Staatsexamen ab. Sie machte das Referendariat im Landgerichtsbezirk Magdeburg und legte das zweite Staatsexamen 2003 vor dem Landesjustizprüfungsamt Sachsen-Anhalt ab. Danach war sie 2003 zunächst wissenschaftliche Mitarbeiterin im Europäischen Parlament in Straßburg und Brüssel. Im Anschluss war sie von 2004 bis 2012 als Richterin an den Sozialgerichten Halle und Magdeburg tätig. Ihre Ernennung zur Richterin auf Lebenszeit erfolgte 2007.
Im Ministerium für Justiz und Gleichstellung des Landes Sachsen-Anhalt war sie von 2012 bis 2016 Referentin im Haushaltsreferat und anschließend im Referat für Personalangelegenheiten des Justizvollzuges, welchem sie von 2016 bis 2019 als Referatsleiterin vorstand. Mit ihrem Wechsel in das Beamtenverhältnis als Ministerialrätin endete das Richterverhältnis. Im Anschluss war sie von 2019 bis 2021 Leiterin des Ministerbüros der damaligen Justizministerin Anne-Marie Keding. Zuletzt wurde ihr 2021 die Leitung des Referates Elektronischer Rechtsverkehr der Justiz übertragen.
Am 16. September 2021 wurde sie schließlich zur Ministerin für Justiz und Verbraucherschutz des Landes Sachsen-Anhalt ernannt. Weidinger ist seit 2003 Mitglied der CDU.